# Ботнет
Ботнет је неколико уређаја повезаних на Интернет, од којих сваки покреће један или више ботова. Ботнети се могу користити за обављање дистрибуираног напада ускраћивањем сервиса (DDoS напад), крађу података, слање нежељене поште, и омогућава нападачу приступ уређају и његовој вези. Власник може да контролише ботнет помоћу командног и контролног софтвера (Ц&Ц) Реч "ботнет" је комбинација речи "робот" и "мрежа". Термин се обично користи са негативном или злонамерном конотацијом.